# 吴复古
吴复古（？—1099年），字子野，号远游，北宋潮州海阳（治今广东省潮州市潮安区）人，潮州八贤之一。
吴复古少年时任侠乐道。志趣清逸，应当荫官而让给兄长，终身不仕。居父母丧，庐墓三年。修葺园亭，教育子弟。后来遣去妻儿，筑在邻县潮阳麻田山中修筑庵室，绝粒不食。有时出游四方，虽然遍交公卿，但一无所求。苏轼兄弟和他都倾心与交，知己相待。吴复古去世，苏轼又为他作文祭奠。